# Kylie: The Albums 2000-2010
Kylie: The Albums 2000–2010 è una raccolta della cantante australiana Kylie Minogue, contenente tutti gli album in studio pubblicati dalla cantante tra il 2000 e il 2010, pubblicata il 18 luglio 2011 nel Regno Unito dall'etichetta Parlophone.

## Produzione
Nel maggio 2011 fu annunciato sul sito ufficiale di Kylie che l'etichetta EMI avrebbe pubblicato un box set di 5 CD. L'artwork dell'album è stato pubblicato il mese successivo. La copertina mostra un disegno di Kylie che mantiene una microfono, come sulla copertina del suo album Fever, del 2001, con il suo nome scritto in grigio. La figura è riempita con quattro diversi stili, ognuno rappresentante un album contenuto nel box set tranne Fever, rappresentato dalla figura: celeste per Light Years, zebrato per Body Language, il dito e la bocca per X, e blu per Aphrodite.

## Tracce
Il box set contiene i 5 album pubblicati da Kylie tra il 2000 e il 2010: Light Years, Fever, Body Language, X, Aphrodite
Light Years (CD 1)
1. Spinning Around – 3:27
2. On a Night like This – 3:33
3. So Now Goodbye – 3:37
4. Disco Down – 3:57
5. Loveboat – 4:10
6. Koocachoo – 4:00
7. Your Disco Needs You – 3:33
8. Please Stay – 4:08
9. Bittersweet Goodbye – 3:43
10. Butterfly – 4:09
11. Under The Influence Of Love – 3:32
12. I'm so High – 3:33
13. Kids – 4:20
14. Light Years – 4:47

Fever (CD 2)
1. More More More
2. Love at First Sight
3. Can't Get You out of My Head
4. Fever
5. Give It to Me
6. Fragile
7. Come into My World
8. In Your Eyes
9. Dancefloor
10. Love Affair
11. Your Love
12. Burning Up

Body Language (CD 3)
1. Slow
2. Still Standing
3. Secret (Take You Home)
4. Promises
5. Sweet Music
6. Red Blooded Woman
7. Chocolate
8. Obsession
9. I Feel for You
10. Someday
11. Loving Days
12. After Dark

X (CD 4)
1. 2 Hearts
2. Like a Drug
3. In My Arms
4. Speakerphone
5. Sensitized
6. Heart Beat Rock
7. The One
8. No More Rain
9. All I See
10. Stars
11. Wow
12. Nu-di-ty
13. Cosmic

Aphrodite (CD 5)
1. All the Lovers
2. Get Outta My Way – 3:38
3. Put Your Hands Up (If You Feel Love)
4. Closer
5. Everything Is Beautiful
6. Aphrodite
7. Illusion
8. Better than Today
9. Too Much
10. Cupid Boy
11. Looking for an Angel
12. Can't Beat the Feeling

## Classifiche
| Classifiche (2011) | Posizione massima |
| ------------------ | ----------------- |
| Scozia             | 40                |
| Regno Unito        | 37                |